# Cap de Xiva
Cap de Xiva és una estàtua representant a Xiva feta de gres. Aquesta estàtua fou creada durant el segle x al Vietnam. L'estàtua mesura 40 cm d'alçària, 21,9 cm d'amplària i 44,5 cm de llarg. Xiva és considerat com una de les tres deïtats principals en la religió hindú junt a Vixnu i Brama. Col·lectivament, aquests tres déus són anomenats trimurti en l'hinduisme, sent considerats les deïtats supremes i les creadores de l'univers segons els mites hindús. Les escultures fetes de gres de Xiva, com aquesta, són comunes a l'arquitectura dels temples hindús durant el període Txampa al Vietnam meridional i central. El 2014 va ser adquirida pel Museu Metropolità d'Art de Nova York.